# 第4回全米映画俳優組合賞
4th SAG Awards

1998年3月8日
キャスト賞 - 映画: 

フル・モンティ
キャスト賞 - ドラマシリーズ: 

ER緊急救命室
キャスト賞 - コメディシリーズ: 

となりのサインフェルド
第4回全米映画俳優組合賞は、1998年3月8日に発表された。

## 候補者及び受賞者一覧

### 映画

#### 主演男優賞
- ジャック・ニコルソン - 『恋愛小説家』 - メルヴィン役
  - マット・デイモン - 『グッド・ウィル・ハンティング/旅立ち』 - ウィル・ハンティング役
  - ロバート・デュヴァル - The Apostle - エウリス・"ソニー"・デューイ役
  - ピーター・フォンダ - 『木洩れ日の中で』 - ユリシーズ・ジャクソン役
  - ダスティン・ホフマン - 『ウワサの真相/ワグ・ザ・ドッグ』 - スタンリー・モッツ役

#### 主演女優賞
- ヘレン・ハント - 『恋愛小説家』 - キャロル・コネリー役
  - ヘレナ・ボナム＝カーター - 『鳩の翼』 - ケイト・クロイ役
  - ジュディ・デンチ - 『Queen Victoria 至上の恋』 - ヴィクトリア女王役
  - パム・グリア - 『ジャッキー・ブラウン』 - ジャッキー・ブラウン役
  - ロビン・ライト - 『シーズ・ソー・ラヴリー』 - モーリーン役
  - ケイト・ウィンスレット - 『タイタニック』 - ローズ・デウィット・ブケイター役

#### 助演男優賞
- ロビン・ウィリアムズ - 『グッド・ウィル・ハンティング/旅立ち』 - ショーン・マグワイア役
  - ビリー・コノリー - 『Queen Victoria 至上の恋』 - ジョン・ブラウン役
  - アンソニー・ホプキンス - 『アミスタッド』 - ジョン・クインシー・アダムズ役
  - グレッグ・キニア - 『恋愛小説家』 - サイモン・ビショップ役
  - バート・レイノルズ - 『ブギーナイツ』 - ジャック・ホーナー役

#### 助演女優賞
- キム・ベイシンガー - 『L.A.コンフィデンシャル』 - リン・ブラッケン役
- グロリア・スチュアート - 『タイタニック』 - 年老いたローズ役
  - ミニー・ドライヴァー - 『グッド・ウィル・ハンティング/旅立ち』 - スカイラー役
  - アリソン・エリオット - 『鳩の翼』 - ミリー役
  - ジュリアン・ムーア - 『ブギーナイツ』 - アンバー・ウェイブス役

#### キャスト賞
- 『フル・モンティ』
マーク・アディ、ポール・バーバー、ロバート・カーライル、ディアドラ・コステロ、スティーヴ・ヒューイソン、ブルース・ジョーンズ、レスリー・シャープ、ウィリアム・スネイプ、ヒューゴ・スピアー、トム・ウィルキンソン、エミリー・ウーフ
  - 『ブギーナイツ』
  - 『グッド・ウィル・ハンティング/旅立ち』
  - 『L.A.コンフィデンシャル』
  - 『タイタニック』

### テレビ

#### 男優賞（テレビ映画・ミニシリーズ）
- ゲイリー・シニーズ - 『ジョージ・ウォレス/アラバマの反逆者』 - ジョージ・ウォレス役
  - ジャック・レモン - 『12人の怒れる男/評決の行方』 - 陪審員8番
  - シドニー・ポワチエ - Mandela and De Klerk - ネルソン・マンデラ役
  - ヴィング・レイムス - 『リングサイドの帝王/ドン・キング・ストーリー』 - ドン・キング役
  - ジョージ・C・スコット - 『12人の怒れる男/評決の行方』 - 陪審員3番

#### 女優賞（テレビ映画・ミニシリーズ）
- アルフレ・ウッダード - 『ミス・エバーズ・ボーイズ〜黒人看護婦の苦悩』 - ユーニス・エバース役
  - グレン・クローズ - 『フォーエヴァー・ライフ/旅立ちの朝』 - ジャネット役
  - フェイ・ダナウェイ - The Twilight of the Golds - フィリス・ゴールド役
  - シガニー・ウィーバー - 『グリム・ブラザーズ/スノーホワイト』 - クラウディア・ホフマン役
  - メア・ウィニンガム - 『ジョージ・ウォレス/アラバマの反逆者』 - ラーリーン・ウォレス役

#### 男優賞（ドラマシリーズ）
- アンソニー・エドワーズ - 『ER緊急救命室』 - マーク・グリーン役
  - デイヴィッド・ドゥカヴニー - 『Xファイル』 - フォックス・モルダー役
  - デニス・フランツ - 『NYPDブルー』 - アンディ・シポウィッツ刑事役
  - ジミー・スミッツ - 『NYPDブルー』 - ボビー・シモーン刑事役
  - サム・ウォーターストン - 『ロー&オーダー』 - ジャック・マッコイ役

#### 女優賞（ドラマシリーズ）
- ジュリアナ・マルグリーズ - 『ER緊急救命室』 - キャロル・ハサウェイ役
  - ジリアン・アンダーソン - 『Xファイル』 - ダナ・スカリー役
  - キム・デラニー - 『NYPDブルー』 - ダイアン・ラッセル刑事役
  - クリスティーン・ラーティ - 『シカゴ・ホープ』 - キャサリン・オースティン医師役
  - デラ・リーズ - Touched by an Angel - テス役

#### 男優賞（コメディシリーズ）
- ジョン・リスゴー - 3rd Rock from the Sun - ディック・ソロモン役
  - ジェイソン・アレクサンダー - 『となりのサインフェルド』 - ジョージ・コスタンザ役
  - ケルシー・グラマー - 『そりゃないぜ!? フレイジャー』 - フレイジャー・クレイン役
  - デヴィッド・ハイド・ピアース - 『そりゃないぜ!? フレイジャー』 - ナイルズ・クレイン役
  - マイケル・リチャーズ - 『となりのサインフェルド』 - コズモ・クレイマー役

#### 女優賞（コメディ・シリーズ）
- ジュリア・ルイス＝ドレイファス - 『となりのサインフェルド』 - エレイン・ベネス役
  - カースティ・アレイ - 『ヴェロニカ's クローゼット』 - ヴェロニカ・チェイス役
  - エレン・デジェネレス - Ellen - エレン・モーガン役
  - キャリスタ・フロックハート - 『アリー my Love』 - アリー・マクビール役
  - ヘレン・ハント - 『あなたにムチュー』 - ジェイミー・バックマン役

#### アンサンブル賞（ドラマシリーズ）
- 『ER緊急救命室』
マリア・ベロ、ジョージ・クルーニー、アンソニー・エドワーズ、ローラ・イネス、アレックス・キングストン、エリク・ラ・サル、ジュリアナ・マルグリーズ、グロリア・ルーベン、ノア・ワイリー
  - 『シカゴ・ホープ』
  - 『ロー&オーダー』
  - 『NYPDブルー』
  - 『Xファイル』

#### アンサンブル賞（コメディシリーズ）
- 『となりのサインフェルド』
ジェイソン・アレクサンダー、ジュリア・ルイス＝ドレイファス、マイケル・リチャーズ、ジェリー・サインフェルド
  - 3rd Rock from the Sun
  - 『アリー my Love』
  - 『そりゃないぜ!? フレイジャー』
  - 『あなたにムチュー』

### 生涯功労賞
- エリザベス・テイラー